# Eagle Lake (Maine)
Pour les articles homonymes, voir Eagle Lake.
Eagle Lake est une ville située dans l’État américain du Maine, dans le comté d’Aroostook. Selon le recensement de 2000, sa population est de 815 habitants, dont 50 % sont francophones.
Eagle Lake est l'une des localités organisatrices du Ve Congrès mondial acadien en 2014.